# جيمي نيس
جيمي نيس (بالإنجليزية: Jamie Ness)‏ (2 مارس 1991 في المملكة المتحدة - ) هو لاعب كرة قدم بريطاني في مركز الوسط. شارك مع منتخب اسكتلندا تحت 17 سنة لكرة القدم ومنتخب اسكتلندا تحت 19 سنة لكرة القدم ومنتخب اسكتلندا تحت 21 سنة لكرة القدم. أما مع النوادي، فقد لعب مع ستوك سيتي وسكونثورب يونايتد ونادي رينجرز ونادي كرو ألكساندرا ونادي ليتون أورينت.

## وصلات خارجية
- جيمي نيس على موقع الاتحاد الإسكتلندي (الإنجليزية)
- جيمي نيس على موقع قاعدة بيانات كرة القدم.إي يو (الإنجليزية)
- جيمي نيس على موقع Soccerbase.com (لاعب) (الإنجليزية)
- جيمي نيس على موقع Soccerway.com (الإنجليزية)
- جيمي نيس على موقع عالم كرة القدم.نت (الإنجليزية)
- جيمي نيس على موقع AS.com (الإسبانية)